# Skeletons in the Closet (album)
Skeletons in the Closet – album fińskiej grupy heavymetalowej Children of Bodom będący kompilacją coverów. Został wydany 22 września 2009 roku przez Spinefarm Records. Na albumie znalazły się cztery niewydane wcześniej covery: "Hell Is for Children", "Antisocial", "War Inside My Head" i "Waiting".

## Lista utworów
Wersja europejska
W nawiasach podano datę wydania i autora oryginalnego utworu.
1. "Lookin' out My Back Door" (Creedence Clearwater Revival - 1970) - 2:08
2. "Hell Is for Children" (Pat Benatar - 1980) - 4:00
3. "Somebody Put Something in My Drink" (The Ramones - 1986) - 3:17
4. "Mass Hypnosis" (Sepultura - 1989) - 4:03
5. "Don't Stop at the Top" (Scorpions - 1988) - 3:24
6. "Silent Scream" (Slayer - 1988) - 3:18
7. "She Is Beautiful" (Andrew W.K. - 2002) - 3:26
8. "Just Dropped In (To See What Condition My Condition Was In)" (Kenny Rogers and the First Edition - 1968) - 2:39
9. "Bed of Nails" (Alice Cooper - 1989) - 3:54
10. "Hellion" (W.A.S.P. - 1984) - 3:01
11. "Aces High" (Iron Maiden - 1984) - 4:29
12. "Rebel Yell" (Billy Idol - 1984) - 4:11
13. "No Commands" (Stone - 1988) - 4:49
14. "Antisocial" (Trust/Anthrax - 1980) - 3:36
15. "Talk Dirty to Me" (Poison - 1986) - 3:35
16. "War Inside My Head" (Suicidal Tendencies - 1987) - 3:25
17. "Oops!… I Did It Again (feat. Jonna Kosonen)" (Britney Spears - 2000) - 3:20
18. "Waiting" (hidden track) (King Diamond - 1996) - 3:50

| Wersja amerykańska |
| --- |
| 1. "Lookin' out My Back Door" (Creedence Clearwater Revival) 2. "Hell Is for Children" (Pat Benatar)* 3. "Somebody Put Something in My Drink" (Ramones) 4. "Mass Hypnosis" (Sepultura) 5. "Don't Stop at the Top" (Scorpions) 6. "Silent Scream" (Slayer) 7. "Just Dropped In (To See What Condition My Condition Was In)" (Kenny Rogers) 8. "Hellion" (W.A.S.P.) 9. "Aces High" (Iron Maiden) 10. "Rebel Yell" (Billy Idol) 11. "No Commands" (Stone) 12. "Antisocial" (Trust/Anthrax) 13. "Talk Dirty to Me" (Poison) 14. "Ghost Riders in the Sky" (Stan Jones / Johnny Cash) 15. "War Inside My Head" (Suicidal Tendencies)** 16. "Oops! I Did It Again" (Britney Spears) 17. "Waiting" (King Diamond) |

| Wersja japońska |
| --- |
| 1. "Lookin' out My Back Door" (Creedence Clearwater Revival) 2. "Hell Is for Children" (Pat Benatar)* 3. "Somebody Put Something in My Drink" (Ramones) 4. "Don't Stop at the Top" (Scorpions) 5. "Silent Scream" (Slayer) 6. "She Is Beautiful" (Andrew W.K.) 7. "Just Dropped In (To See What Condition My Condition Was In)" (Kenny Rogers) 8. "Bed of Nails" (Alice Cooper) 9. "Aces High" (Iron Maiden) 10. "Antisocial" (Trust/Anthrax)* 11. "Talk Dirty to Me" (Poison) 12. "Ghost Riders in the Sky" (Stan Jones) 13. "War Inside My Head" (Suicidal Tendencies)** 14. "Oops! I Did It Again" (Britney Spears) |

## Skład zespołu
- Alexi Laiho − gitara prowadząca, wokale
- Roope Latvala − gitara rytmiczna, wokale
- Janne Warman − instrumenty klawiszowe
- Henkka Blacksmith − gitara basowa, wokale
- Jaska Raatikainen − perkusja
- Alexander Kuoppala − gitara rytmiczna i wokale w utworach "Mass Hypnosis", "Hellion", "No Commands", "Don't Stop at the Top", "Silent Scream", "Aces High", "Somebody Put Something in My Drink", "Rebel Yell" and "Waiting".
- Nipa Ryti - gitara basowa w "Don't Stop at the Top" i "Waiting"
- Euge Valovirta - banjo w "Lookin' Out My Back Door"
- Pete Salomaa - gitara basowa w "Lookin' Out My Back Door"
- Kaapro Ikonen - wokale w "No Commands"
- Mikko Karmila - solówka gitarowa w "War Inside My Head"